# 黄克仁 (宋朝)
黄克仁（?—?），宁化人，宋朝政治人物。南宋绍兴十八年（1148年）进士。乾道八年，知化州，朝辞时，孝宗嘱其：“远方小民，政赖郡守抚摩，劝课农桑”。